# Hauts de Bienne
Hauts de Bienne é uma comuna francesa na região administrativa da Borgonha-Franco-Condado, no departamento de Jura. Estende-se por uma área de 23.48 km². Em 2010 a comuna tinha 5 582 habitantes (densidade: 237,7 hab./km²).
Foi criada em 1 de janeiro de 2016, a partir da fusão das antigas comunas de Morez, Lézat e La Mouille.